# Aphrodite's Child
Gli Aphrodite's Child sono stati un gruppo di musica rock greca attivo tra la fine degli anni sessanta e l'inizio degli anni settanta.

## Storia
Il gruppo si formò in Grecia verso la fine del 1967 e comprendeva Vangelis Papathanassiou, Demis Roussos, Loukas Sideras e Anargyros detto "Silver" Koulouris. Per tentare la fortuna, nel 1968 decisero di trasferirsi a Londra, ma il quarto elemento dovette rimanere in patria per assolvere gli obblighi di leva. L'aereo faceva scalo a Parigi, e i tre vennero bloccati nella capitale francese per delle irregolarità nel visto dei loro passaporti.
Il loro tipo di musica era costituito da una miscela di rock e atmosfere folkloristiche greco-mediterranee, con arie progressive in un sostrato di musica classica.
I tre ottennero un'audizione presso la casa discografica Mercury Records e furono notati dal produttore francese Pierre Sberro, che propose loro di adattare in chiave pop il celebre Canone in re maggiore dell'abate Johann Pachelbel, compositore tedesco del Seicento, sulla scia del successo ottenuto dai Procol Harum con una analoga operazione musicale. 
Rain and Tears, questo il titolo che fu dato al brano, venne pubblicato proprio nei giorni del Maggio francese e, trasmesso incessantemente dalla radio, diventò suo malgrado una colonna sonora degli avvenimenti di quei giorni, per poi diventare nel corso dei mesi successivi uno strepitoso successo mondiale di vendite.
Arriva al primo posto in classifica in Francia per 14 settimane e in Italia addirittura per 4 mesi, e al secondo in Svizzera, Paesi Bassi e Norvegia, vincendo il disco d'oro.
La formula del successo era soprattutto nelle sonorità quasi da chiesa dell'organo Hammond di Vangelis, e nella voce di Roussos, interessante per l'uso del falsetto, una delle più affascinanti del panorama pop del periodo.
Sfruttando il successo di questo brano, gli Aphrodite's Child pubblicarono alcuni 45 giri tutti di grande successo. 
Tra i brani più conosciuti, oltre al già citato Rain and Tears anche End of the World ebbe gran successo, arrivando ottava in Italia. Il loro successo nella penisola italiana li spinse a realizzare due cover di canzoni italiane molto famose e ne nacque un nuovo 45 giri, Quando l'amore diventa poesia/Lontano dagli occhi, irrobustendo la loro fama in Italia. Altro successo fu rappresentato da I Want To Live che nel 1969 arrivò primo nei Paesi Bassi, quinto in Italia e ottavo in Svizzera. Nel 1969 si parlò anche di una loro partecipazione al Festival di Sanremo, per il quale prepararono i due brani del 45 giri fatto appositamente per il mercato italiano (Lontano dagli occhi e Quando l'amore diventa poesia), ma alla fine vennero loro preferiti altri interpreti.
Giunto al successo il gruppo seppe ben rinnovare il suo sound, introducendo nel repertorio pezzi rock'n'roll scritti e vocalmente interpretati dal batterista Loukas Sideras, come Let Me Love Let Me Live. Il 1970 è un anno di straordinaria ispirazione compositiva; nasce in questo periodo It's Five O'Clock, uno dei più famosi successi della band, che arriva primo in Francia, Italia, Germania e sesto in Svizzera, caratterizzato dall'ambiguo testo scritto da Roussos e da sonorità particolari che ricordano l'antica musica greca con influenze classiche, grazie all'utilizzo di strumenti inconsueti quali l'arpa e il salterio. 
Nello stesso periodo vengono composti Air, Funky Mary e Spring Summer Winter and Fall che arriva prima in Italia per due settimane.
Giunto all'apice del successo, il gruppo cominciò ad avvertire al suo interno i primi problemi.
Papathanassiou, autore di tutte le musiche, era stanco di scrivere canzoni semplici e di facile presa e intendeva passare a un repertorio più impegnativo, pur sapendo di dover rinunciare in tal modo al denaro garantito dal successo commerciale del gruppo. Demis Roussos era invece dell'idea di continuare sulla stessa strada.
In conclusione, Vangelis si rifiutò di partecipare alle stressanti tournée che il trio era costretto a effettuare per tenere viva la fama e fu sostituito da Harris Chalkitis.
Nel frattempo si dedicò alla realizzazione di un album che progettava da parecchio tempo e che aveva come tema centrale il libro dell'Apocalisse di Giovanni. Sideras e Koulouris si offrirono di collaborare con lui, mentre Demis partecipò in pratica in veste di ospite cantante solo in tre brani.
A questo album partecipò anche la cantante-attrice Irene Papas, protagonista di una performance dalle chiarissime allusioni sessuali.
Il disco - concepito come doppio vinile e intitolato 666 (numero che rievoca i contenuti dell'Apocalisse e più in particolare viene riferito al demonio) -  venne bloccato poco prima della pubblicazione.
Nel frattempo i rapporti fra i tre si guastarono definitivamente e il gruppo, nell'estate del 1972, fu ufficialmente sciolto.
A qualche mese di distanza dallo scioglimento, la casa discografica si decise a mettere sul mercato 666. L'album si rivelò un ottimo lavoro, anche per le tematiche affrontate nella sua struttura di concept album, ma il pubblico continuava a considerare gli Aphrodite's Child un gruppo adatto più a pubblicare brani singoli che non album, e rimase così disorientato da questo lavoro che niente aveva a che fare con la precedente produzione; probabilmente per questo motivo, il disco venne di fatto ignorato.
Soltanto tempo dopo, in pieno periodo progressivo, questo lavoro del gruppo otterrà il successo che - a detta dei critici - sicuramente meritava.
Demis Roussos e Vangelis hanno in seguito intrapreso carriere soliste in opposte direzioni. Vangelis esplorando i terreni dell'avanguardia musicale tesa verso l'elettronica, mentre Demis ha continuato a proporre canzoni prettamente melodico-sentimentali che gli hanno garantito continuità nella carriera artistica soprattutto in Germania e in Italia. Tuttavia, i due hanno spesso continuato a collaborare insieme, in quanto Vangelis ha scritto alcune canzoni incise da Roussos, e Roussos è intervenuto come cantante in alcuni brani della colonna sonora del film Blade Runner.

## Formazione
- Demis Roussos: voce, basso; raramente chitarra e arpa
- Vangelis Papathanassiou: tastiere, organo, cori
- Loukas Sideras: batteria, cori; raramente voce solista
- Silver Koulouris (Anargyros Koulouris): chitarra (limitatamente al 1968)

## Discografia

### Album in studio
- 1968 - End of the World (Mercury Records)
- 1969 - It's Five O'Clock (Mercury Records, 138 351)
- 1972 - 666 (Vertigo Records, 6673001 - 6333500-1)

### Singoli
- 1968 - Rain And Tears/Don't Try To Catch A River (Mercury Records, MCF 132 501-F)
- 1968 - End Of The World/You Always Stand In My Way (Mercury Records, MCF 132 502)
- 1969 - Quando l'amore diventa poesia/Lontano dagli occhi (Mercury Records, MCF 133 250)
- 1969 - I Want to Live/Magic Mirror (Mercury Records, MCF 132 505)
- 1969 - Marie Jolie/Let Me Love Let Me Live (Mercury Records, MCF 132 506) settima nei Paesi Bassi
- 1970 - It's Five O'Clock/Funky Mary (Mercury Records, MCF 132 508)
- 1970 - Spring Summer WInter And Fall/Air (Mercury Records, 6033 003)
- 1971 - Such A Funny Night/Annabelle (Mercury Records, 6033 007) decima nei Paesi Bassi
- 1972 - Break/Babylon  (Vertigo Records, 6032 900)

### Raccolte
- 1971 - Best of Aphrodite's Child (Mercury Records, 6333 002)
- 1996 - Collection (Aphrodite's Child) (2 CD, 36 brani, inclusa Lontano dagli Occhi)